# Joel McHale

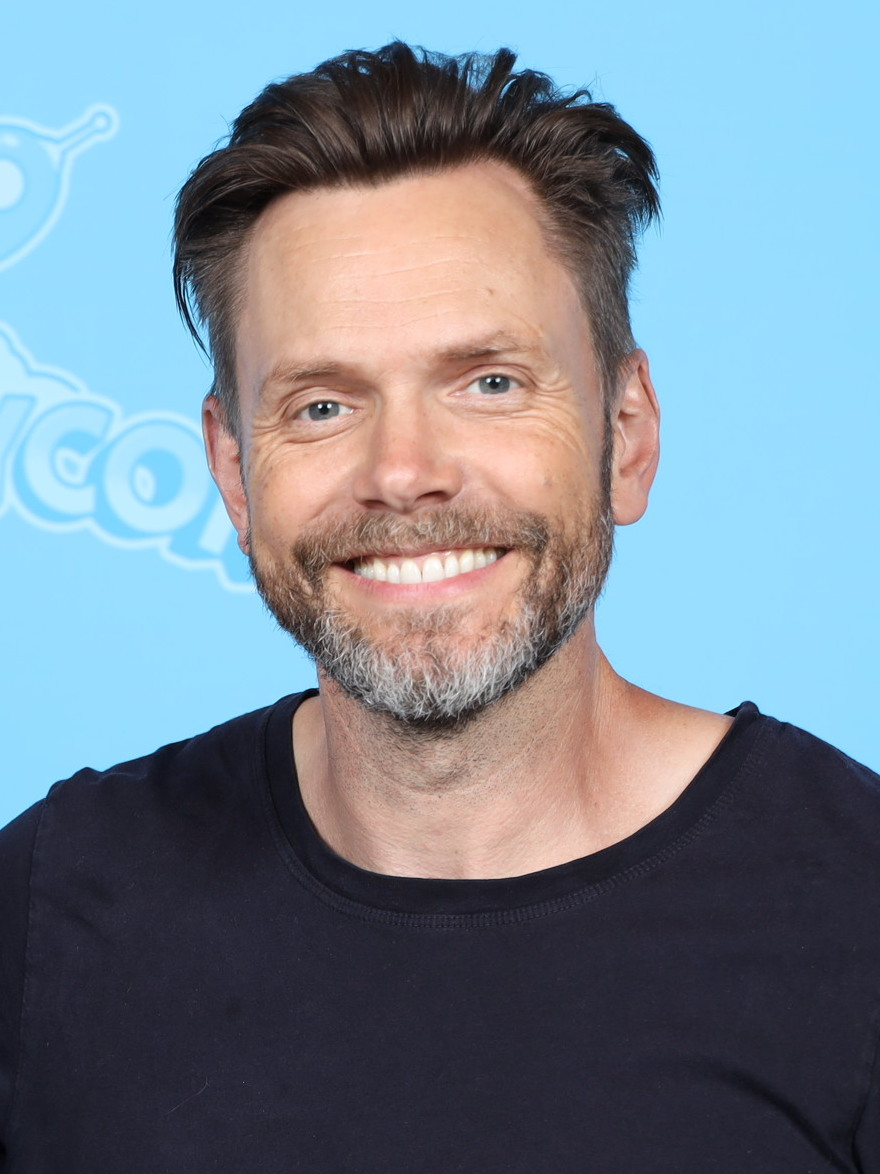
Joel McHale (2023)

Joel Edward McHale (* 20. November 1971 in Rom, Italien) ist ein US-amerikanischer Schauspieler und Comedian.

## Leben
McHale wuchs in Seattle auf. Nach Abschluss der Mercer Island High School studierte er Geschichte und Schauspiel in Seattle an der University of Washington, 1999 erhielt er den Bachelor, 2005 den Master.
Von 2004 bis 2015 moderierte er die US-amerikanische Fernsehsendung The Soup. Ab 2006 produzierte er die Sendung auch. Neben seiner Karriere als Fernsehmoderator spielt er öfter in Filmen mit, beispielsweise als Bankmanager Mr. Jacks in Spider-Man 2. Zu großer Popularität verhalf ihm seine Rolle als Jeff Winger in der NBC-Sitcom Community. Seine nächste Hauptrolle verkörperte er 2016/17 in der Sitcom The Great Indoors, die jedoch nach einer Staffel wieder eingestellt wurde.
Im April 2014 war er Redner beim jährlichen White House Correspondents’ Dinner.
McHale heiratete 1996 Sarah Williams. Sie haben zwei Söhne und leben in den Hollywood Hills.

## Filmografie
- 1996: Almost Live! (Fernsehserie, 2 Folgen)
- 1998: Bill Nye the Science Guy (Fernsehserie, Folge 5x13)
- 2000: The Huntress (Fernsehserie, Folge 1x03)
- 2000: Auf der Flucht – Die Jagd geht weiter (The Fugitive, Fernsehserie, Folge 1x04)
- 2000: Diagnose: Mord (Diagnosis: Murder, Fernsehserie, Folge 8x04)
- 2001, 2020: Will & Grace (Fernsehserie, 3 Folgen)
- 2003: Oliver Beene (Fernsehserie, Folge 1x08)
- 2004–2015: The Soup (Clip-Show, Moderator)
- 2004: Spider-Man 2
- 2005: Dogtown Boys (Lords of Dogtown)
- 2005: Game Time (Kurzfilm)
- 2005: CSI: Miami (Fernsehserie, Folge 4x09 Spiel mit uns)
- 2006: Mein erster Mord (Mini’s First Time)
- 2007: Pushing Daisies (Fernsehserie, Folge 1x06)
- 2007–2009: Robot Chicken (Fernsehserie, 2 Folgen, Stimme)
- 2008: News Movie (The Onion Movie)
- 2008: Jagdfieber 2 (Open Season 2, Sprechrolle von Elliot)
- 2008: Giants of Radio (Fernsehfilm)
- 2009: Der Informant! (The Informant!)
- 2009–2015: Community (Fernsehserie, 110 Folgen)
- 2011: Phineas und Ferb (Phineas and Ferb, Fernsehserie, Folge 3x06, Stimme)
- 2011: Spy Kids – Alle Zeit der Welt (Spy Kids: All the Time in the World)
- 2011: Der perfekte Ex (What’s Your Number?)
- 2011: Ein Jahr vogelfrei! (The Big Year)
- 2011: CollegeHumor Originals (Fernsehserie, Folge 1x179)
- 2012: 12 Angry Bros (Kurzfilm)
- 2012: Community: Abed’s Master Key (Fernsehfilm, Stimme)
- 2012: Ted
- 2012: Sons of Anarchy (Fernsehserie, 2 Folgen)
- 2013–2015: Randy Cunningham: Der Ninja aus der 9. Klasse (Randy Cunningham: 9th Grade Ninja, Fernsehserie, 5 Folgen, Stimme)
- 2014: The (206) (Fernsehserie, 3 Folgen)
- 2014: Urlaubsreif (Blended)
- 2014: Erlöse uns von dem Bösen (Deliver Us from Evil)
- 2014: Adult Beginners
- 2014: Video Game High School (Webserie, Folge 3x01)
- 2014: Furchtbar fröhliche Weihnachten (A Merry Friggin’ Christmas)
- 2015: Regular Show – Völlig abgedreht (Regular Show, Fernsehserie, Folge 6x16, Stimme)
- 2015: BoJack Horseman (Fernsehserie, Folge 2x02, Stimme)
- 2015: Kittens in a Cage (Fernsehserie, Folge 1x03)
- 2015–2018: Akte X – Die unheimlichen Fälle des FBI (The X-Files, Fernsehserie, 4 Folgen)
- 2016: Dr. Ken (Fernsehserie, Folge 1x14)
- 2016: Difficult People (Fernsehserie, Folge 2x08)
- 2016–2017: The Great Indoors (Fernsehserie, 22 Folgen)
- 2017: Dimension 404 (Fernsehserie, Folge 1x01)
- 2017: Mystery Science Theater 3000: The Return (Fernsehserie, Folge 1x14)
- 2017: Bill Nye rettet die Welt (Bill Nye Saves the World, Fernsehserie, Folge 1x10)
- 2017: Rick and Morty (Fernsehserie, Folge 3x02, Stimme)
- 2017–2018: Schlimmer geht’s immer mit Milo Murphy (Milo Murphy's Law, Fernsehserie, 2 Folgen, Stimme)
- 2017, 2019: Ryan Hansen Solves Crimes on Television (Fernsehserie, 2 Folgen)
- 2018: Assassination Nation
- 2018: Eine nutzlose und dumme Geste (A Futile and Stupid Gesture)
- 2018: Game Over, Man!
- 2018: Drunk History (Fernsehserie, Folge 5x13)
- 2018: The Happytime Murders
- 2018: Stuck
- 2018: The Joel McHale Show with Joel McHale (Clip-Show, Moderator)
- 2018–2019: Santa Clarita Diet (Fernsehserie, 4 Folgen)
- seit 2019: The Masked Singer (Fernsehsendung, Gastjuror)
- 2019: This Giant Beast That is the Global Economy (Fernsehserie, Folge 1x01)
- 2019: The Rookie (Fernsehserie, Folge 1x17)
- 2019: Mr. Iglesias (Fernsehserie, Folge 1x09)
- 2020: Großkatzen und ihre Raubtiere (Tiger King: Murder, Mayhem and Madness, Dokumentation, Folge 8)
- 2020: Medical Police (Fernsehserie, Folge 1x05)
- 2020: Black-ish (Fernsehserie, Folge 6x17)
- 2020: Becky
- 2020–2022: Stargirl (Fernsehserie)
- 2021: Happily
- 2021: Queenpins
- 2022–2023: The Bear: King of the Kitchen (The Bear, Fernsehserie, 4 Folgen)
- 2023: Parachute
- 2023: It’s a Wonderful Knife
- seit 2023: Animal Control (Fernsehserie)